# Вердазильний радикал
Вердазильний радикал (англ. verdazyl radical) — відносно стабільний радикал з делокалізованим неспареним електроном, що походить від гідразилу H2NN•H та його похідних. Серед таких радикалів особливо важливі з шестичленним кільцем.

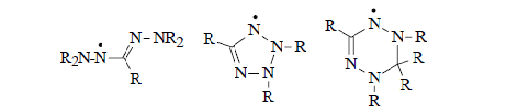
Вердазильний радикал

Вільнорадикальні сполуки вердазилу є перспективними кандидатами для симетричних повністю органічних окисно-відновних батарей (RFB) завдяки своїй окислювально-відновлювальній стабільності, легкості зміни їх хімічної структури та унікальній біполярній природі.